# Vikingskipshuset

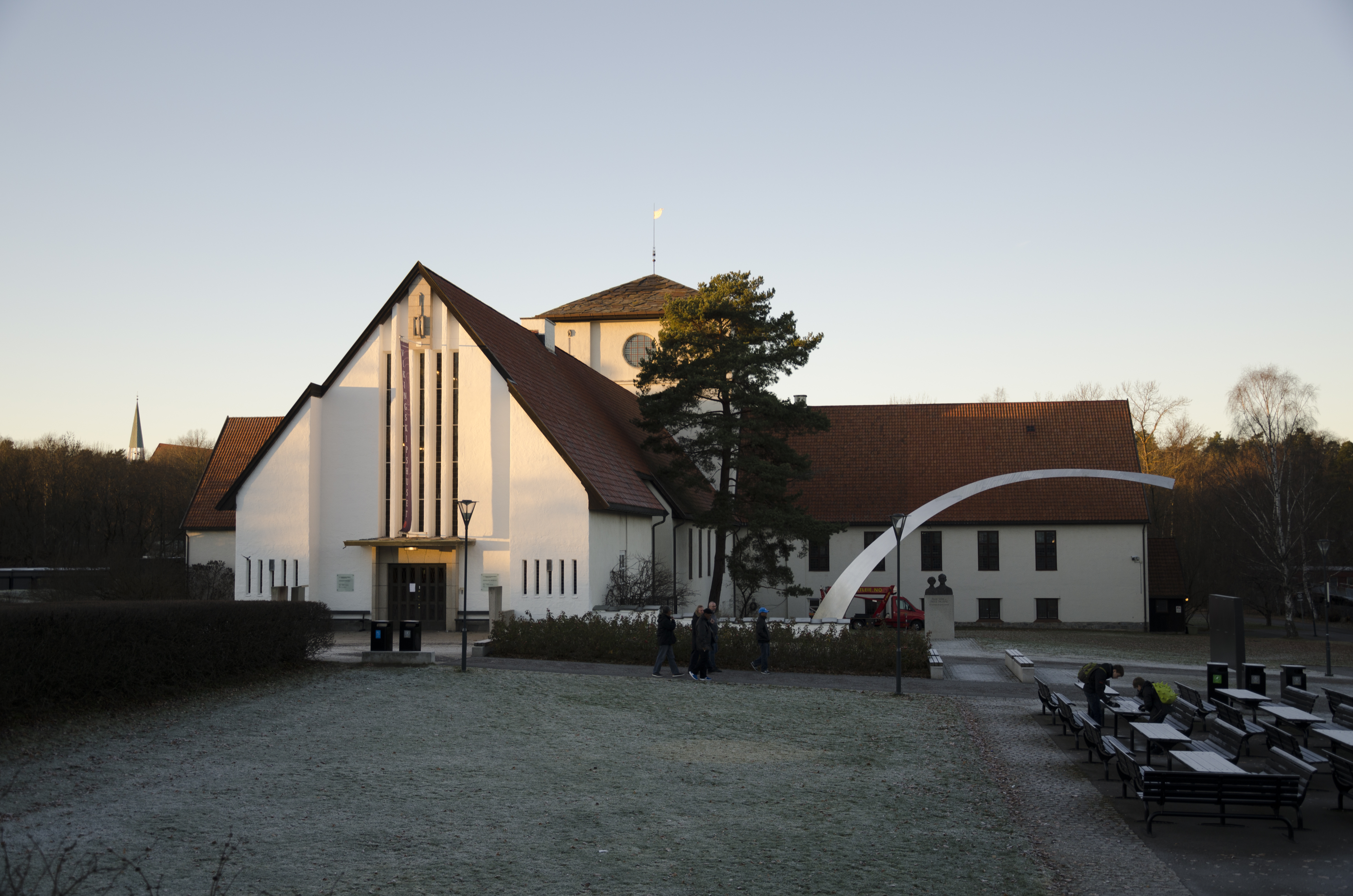
Vikingskipshuset

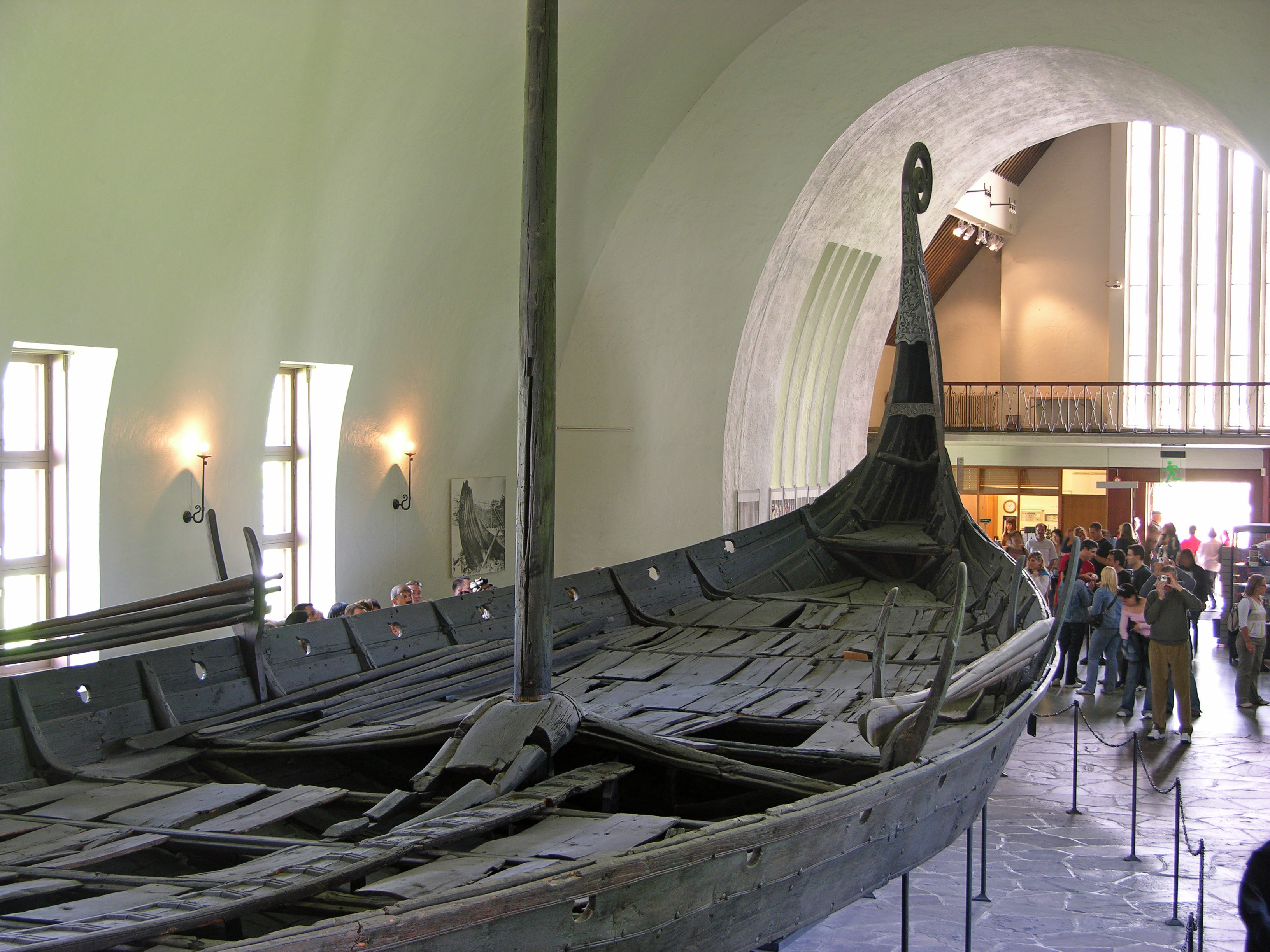
Het Osebergschip

Vikingskipshuset (Noors voor "het Vikingschiphuis") is een museum gewijd aan de Vikingen en dan vooral de Vikingschepen. Het museum is gevestigd in Bygdøy in Oslo en maakt deel uit van de universiteit van Oslo. Hier zijn de volgende Vikingschepen te bezichtigen, gevonden in scheepsgraven op diverse locaties in Noorwegen:
- Het Gokstadschip
- Het Osebergschip
- Het Tuneschip

Ook worden er vondsten tentoongesteld van de Vikingbegraafplaats in Borre.
Het idee een speciaal gebouw op te richten om de vondsten uit de Vikingtijd die aan het eind van 19e eeuw en het begin van 20e eeuw zijn gedaan te tonen, stamt uit 1913 en is afkomstig van de Zweedse professor Gabriel Gustafson.
De Vikingschepen Gokstad en Oseberg lagen toen al verscheidene jaren opgeslagen bij de universiteit van Oslo. Voor het ontwerp van het museum werd een wedstrijd uitgeschreven die werd gewonnen door Arnstein Arneberg. De vleugel waar het schip Oseberg staat is gebouwd met financiële ondersteuning van het Storting (het Noorse parlement). In 1926 werd het schip verplaatst vanuit het tijdelijk onderkomen bij de universiteit. De delen van het gebouw die bestemd waren voor de schepen Gokstad en Tune werden voltooid in 1932. Het laatste deel van het museum liep vertraging op door de Tweede Wereldoorlog. Het deel van het museum waar andere Vikingvondsten te zien zijn is voltooid in 1957.
Het museum is gesloten tot 2026; dan opent in het vernieuwde gebouw het nieuwe Vikingtidsmuseum (Noors voor "het Vikingtijdmuseum"). 